# 楊樞 (清朝)
楊枢（1844年—1917年），字星垣，回族，哈吉。同治六年（1867年）考入广州同文馆学习英文。由于学习勤奋天资聪颖，他很快成为了广州同文馆中的高材生，受到英文教习三顺的器重，并曾受广州同文馆提调王汝海嘉奖。求学期间，他曾参与翻译《国际公法》等大量各类书籍，并以《同文馆译丛》之名出版。此外，杨枢还协助英文教习三顺编写了英语语法书《三顺文法》，并合作编写了面向粤语母语者的《英语拼音》。于同治九年（1870年）毕业后，杨枢被分配到两广总督衙门出任西文通事一职，长达14年之久，曾参与大量引进西方工业项目的谈判工作。后其受到两广总督张之洞青睐，遂被一手提拔。在广东期间，他曾整顿广州机器局，设立石井枪弹厂;创办广东钱局;创办广州机器织布纺纱官局，为广东的近代工业奠基做了大量贡献。1903-1907年（光绪二十九年至三十三年）间，出任清朝钦差出使日本国大臣（即駐日公使，官位為候补四品京堂），于1903年年5月到任東京。1909年，光绪帝和慈禧太后驾崩后，杨枢被派為致谢吊祭的六国专使（法国、比利时、丹麦、挪威、荷兰、日本），1909-1911年又調任出使比利时钦差大臣（驻比利时公使）。宣统三年（1911年），杨枢以年事已高为由辞去官职，回到广州福地巷定居。退休以后，杨枢对伊斯兰教信仰越发虔诚（其在往返欧洲途中曾经前往伊斯兰教圣地麦加朝觐），于1912年被推选为中国回教俱进会粤支部名誉会长。1917年，杨枢去世，享年73岁。

## 家世
祖籍辽东盛京（今沈阳），先世隶属汉军八旗的正红旗，入关分驻广州，杨枢為廣州第七代。

## 引用文獻
1. 1 2  保延忠.  (PDF). 廣州民族宗教. 2013-12-25, 9 (4): 36-38. （原始内容 (PDF)存档于2020-05-19）. 又轉引於. 穆斯林在線. 2014-11-25  [2020-05-19]. （原始内容存档于2020-05-19）.